# Grand Prix (film)
Grand Prix är en film från 1967 i regi av John Frankenheimer. I rollistan hittas namn som James Garner, Eva Marie Saint, Yves Montand, Brian Bedford och Antonio Sabato. Toshirô Mifune är också med, i rollen som en stallchef.
Riktiga Formel 1-förare syns också i filmen. Några av dem är Juan-Manuel Fangio, Jim Clark, Phil Hill, Jochen Rindt, Jack Brabham, Bruce McLaren, Graham Hill och Richie Ginther. Joakim Bonnier medverkar också.
Filmen var nominerad till - och vann - tre Oscar i kategorierna Bästa ljudeffekter, Bästa klippning och Bästa ljud vid Oscarsgalan 1967. Filmen gavs ut för första gången på DVD 2006.

## Handlingen
Filmen utspelar sig under den fiktiva F1-säsongen 1966 och handlar om Pete Aron som får sparken från Jordan/BRM-stallet efter en krasch i Monacos Grand Prix, där hans stallkamrat Scott Stoddard blir skadad. Samtidigt som Stoddard återhämtar sig börjar Aron träffa hans olyckligt gifta fru. Samtidigt får Aron ett erbjudande om att tävla för det japanska Yamura-stallet.

## Rollbesättning
James Garner ... Pete Aron

Eva Marie Saint ... Louise Frederickson

Yves Montand ... Jean-Pierre Sarti

Toshirô Mifune ... Izo Yamura

Brian Bedford ... Scott Stoddard

Jessica Walter ... Pat Stoddard

Antonio Sabato ... Nino Barlini

Françoise Hardy ... Lisa

Adolfo Celi ... Agostini Manetta

Claude Dauphin ... Hugo Simon

Enzo Fiermonte ... Guido

Geneviève Page ... Monique Delvaux-Sarti

Jack Watson ... Jeff Jordan

Donald O'Brien ... Wallace Bennett